# Ficus prasinicarpa
Ficus prasinicarpa är en mullbärsväxtart som beskrevs av Adolph Daniel Edward Elmer och C.C.Berg. Ficus prasinicarpa ingår i släktet fikonsläktet, och familjen mullbärsväxter. Inga underarter finns listade i Catalogue of Life.